# Фадеев, Валерий Олегович
Фаде́ев Вале́рий Оле́гович (11.07.1946, ..., СССР) — советский и российский композитор, член Союза композиторов Санкт-Петербурга. Автор большого количества произведений в самых различных музыкальных жанрах.

## Биография[1]
Родился 11 июля 1946 года.
В 1972 году окончил Ленинградскую ордена Ленина государственную консерваторию имени Н. А. Римского-Корсакова по специальности музыковедение под руководством профессора М. В. Бражникова, а в 1973 году — как композитор по классу В. И. Цытовича.
В студенческие годы участвовал в фольклорной экспедиции в Новгородской области.
В 1968 году стал дипломантом Всесоюзного конкурса за песню на морскую тематику.
С 1973 года до середины 90-х годов сотрудничал с Ленинградским радио. За двадцать лет сотрудничества с музыкальными студиями радио было записано большое количество хоровой и оркестровой музыки композитора.
В 1984 году Всесоюзная фирма «Мелодия» выпустила грампластинку записанной на радио хоровой поэмы «Даль полей» на стихи М. Дудина (дирижер Г. М. Сандлер).
Фадеев — постоянный участник международных фестивалей «Земля детей» и «Петербургская музыкальная весна».
Произведения композитора звучали во всех ведущих концертных залах Санкт-Петербурга, в БКЗ им. Чайковского в Москве, а также в целом ряде городов России и зарубежья.
Многократно был председателем и членом жюри различных детских и юношеских конкурсов.
Является лауреатом и дипломантом международных хоровых конкурсов.
В 2001 году получил нагрудный знак «За достижения в культуре» Министерства культуры Российской Федерации.
В 2015 году в издательстве «Композитор» вышла книга «Линия жизни» о жизни и творчестве композитора.

## Творчество
Валерий Фадеев сочиняет музыку практически во всех музыкальных жанрах. Он автор балета, симфонических произведений, большого количества произведений для взрослых и детских хоров, камерных сочинений.
Значительную часть творчества составляет музыка для детей и юношества.
Издательства «Композитор» и «Музыкальный фонд Санкт-Петербурга» выпустили более тридцати авторских сборников композитора. Среди них — произведения для хора, фортепиано и других музыкальных инструментов.
Среди сочинений: 
Балет
- «Поцелуй принцессы»

Увертюры
- «Светлый день»
- «Счастливый полёт»

Кантаты
- «Повечерье» (на фольклорные тексты)
- «Чувство Родины» (стихи В. Фирсова)

Духовные произведения
- Две литургии
- «Всенощное бдение»

Хоровой концерт
- «Хвалите Господа с небес»

Хоровые поэмы
- «Даль полей» на стихи М. Дудина
- «В восторге трепетном» на стихи К.Р.

Вокальные циклы
- «Завет бытия» на стихи К. Бальмонта
- «Мгновения жизни» на стихи Ф. Тютчева

Хоровые циклы
- «Аромат солнца» (стихи К. Бальмонта)
- «Под сенью дружных муз» (стихи А. Пушкина)
- «Свет небесный» (стихи Н. Рубцова)
- «Это всё весна» (стихи А. Фета)
- "Времена года (стихи К.Р.)
- «Цветущий мир природы» (стихи Ф. Тютчева)

Произведения для фортепиано
- «Весёлый концерт» для 2-х фортепиано
- 24 прелюдии для фортепиано
- «Сквозь печали и радости» (поэма для фортепиано)
- «Музыкальный калейдоскоп» (20 пьес для фортепиано в 4 руки)
- «Нам не тесно и не скучно» (1-й и 2-й выпуски для фортепиано в 4 руки и 6 рук)
- «Под музыку дождя» (для фортепиано в 4 руки)

Произведения для народных инструментов
- «Концертино» для балалайки с оркестром
- «Концертино» для гуслей с оркестром